# Basílica de Santa María Asunta (Torcello)

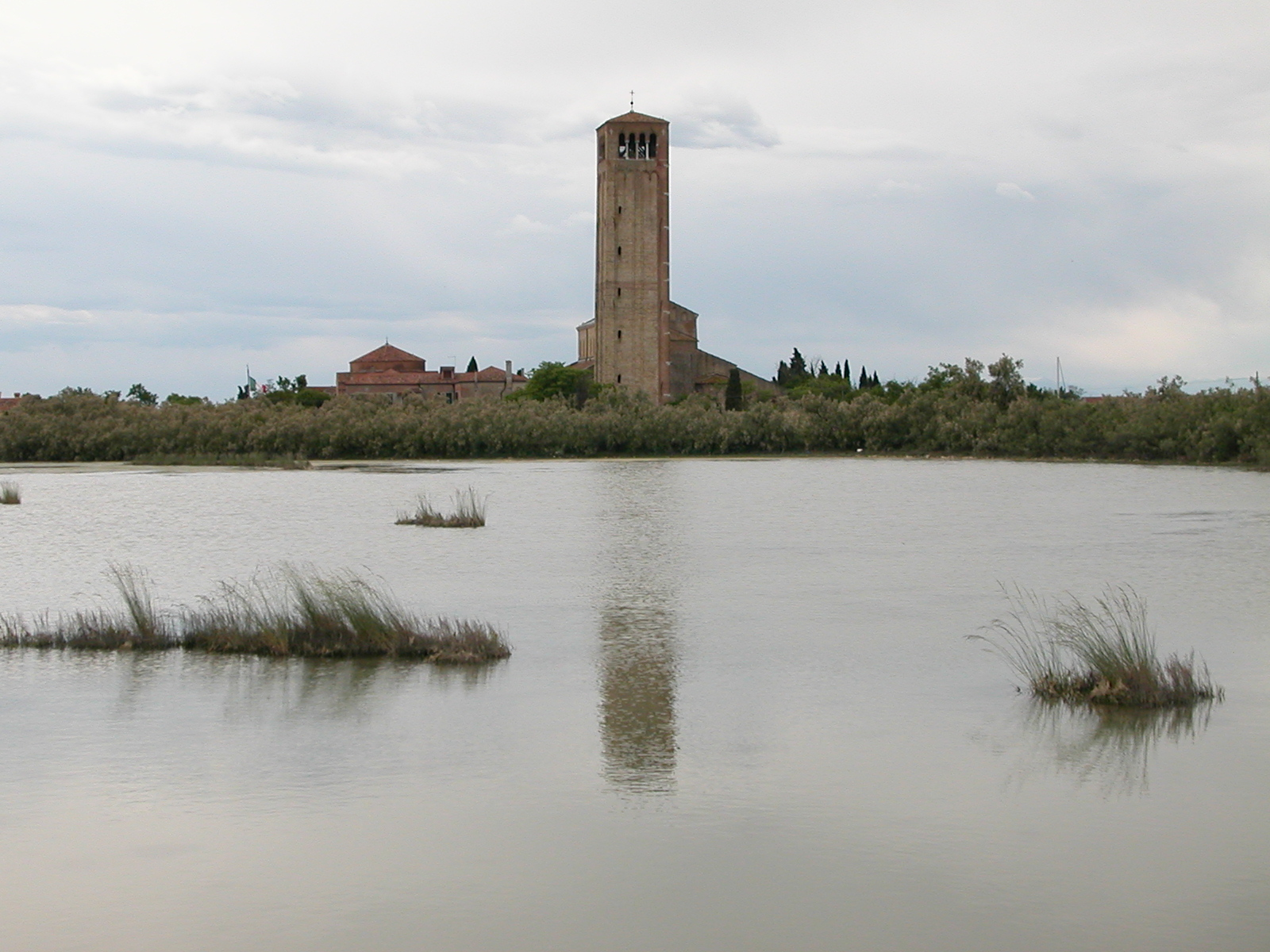
Vista desde la laguna (este).

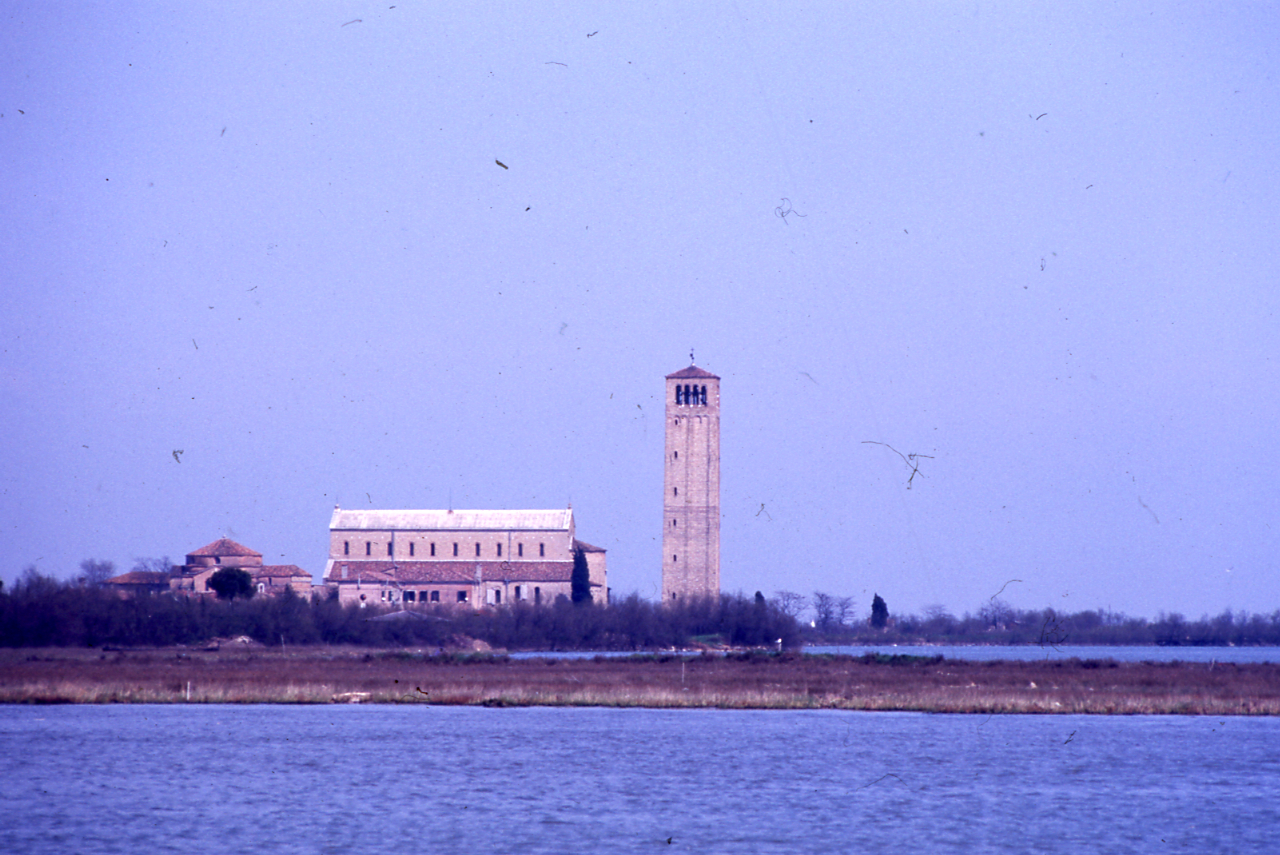
Vista desde la laguna (sur).

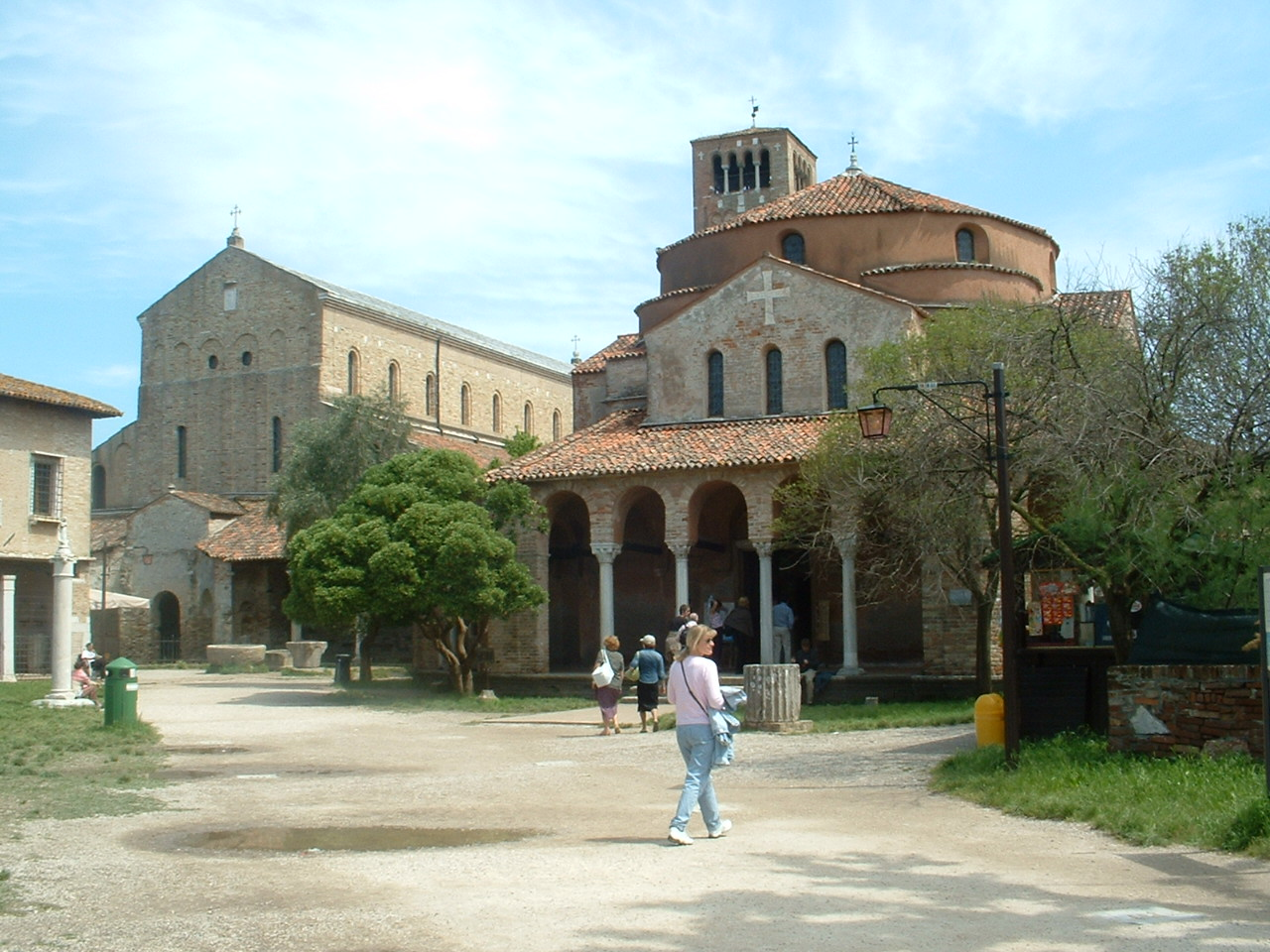
Vista desde el suroeste. A la izquierda, el edificio de Santa Maria Assunta; a la derecha el martyrion de Santa Fosca.

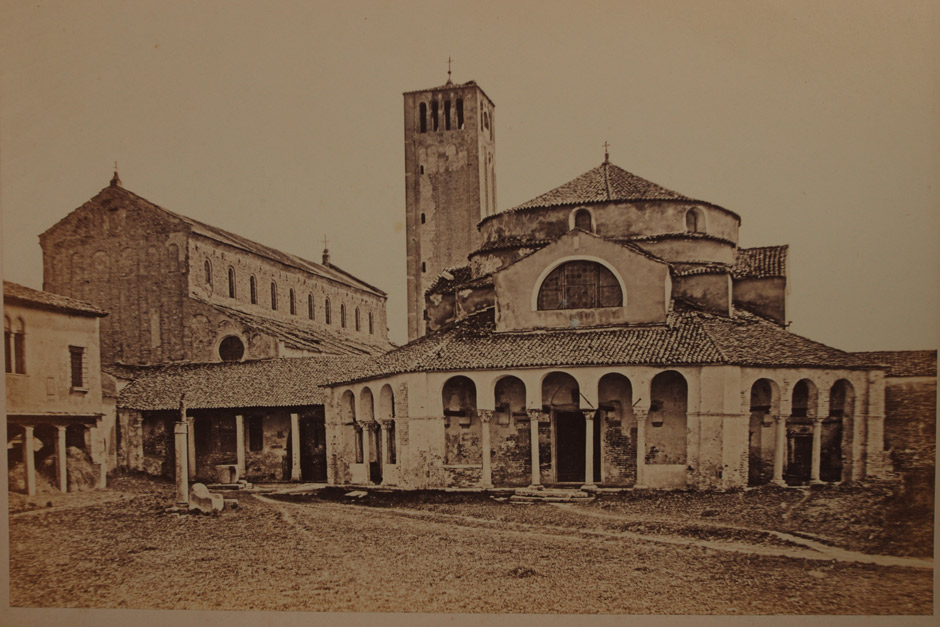
Fotografía de mediados del.

Santa María Asunta de Torcello es una basílica menor situada en la isla veneciana de Torcello. Es un notable ejemplo de arquitectura bizantino-veneciana y uno de los más antiguos edificios religiosos del Véneto, que inicialmente tuvo la consideración de catedral. Contiene los mosaicos más antiguos de la región, también de estilo bizantino.
Según una antigua inscripción, fue fundada por el exarca de Rávena Isaac el Armenio en 639 (siendo Heraclio emperador, Mauricio magister militum y Mauro obispo), cuando la localidad de Torcello rivalizaba con el reciente asentamiento de Venecia por convertirse en el principal centro local.

## Arquitectura
La iglesia principal debió tener una nave central flanqueada con naves laterales y un único ábside orientado al este. Aunque la planta era similar a la actual, es difícil discernir que parte de los elementos iniciales permanece después de las numerosas reconstrucciones; probablemente el ábside central y parte del baptisterio que actualmente forma parte de la fachada.
Las dos primeras modificaciones importantes se realizaron en 864 por orden del obispo Adeodato II. En ese momento se añadieron los ábsides laterales y se creó el synthronon del ábside central, con la cripta bajo él.
La modificación final se consagró en 1008, con del obispo Orso Orseolo, hijo del Dogo de Venecia Pietro II Orseolo. Se aumentó la altura de la nave añadiendo ventanas en el muro sur y creando las arcadas que separan la nave central de las laterales y sostienen el claristorio.
La fachada tiene una arcada ciega de doce lesenas, y está precedida por un nártex que se añadió en el siglo XI al baptisterio del siglo VII del que sólo quedan restos. El nártex se amplió en el siglo XIII. En su parte central está el pórtico de mármol con estípites (datado hacia el año 1000, que se amplió en el siglo XIV). A su lado se levanta el martyrion dedicado a Santa Fosca. El campanile se construyó en el siglo XI, y fue desmochado por un rayo en 1640. Inicialmente hubo un palacio episcopal.
En el interior, el pavimento de las naves es de mármol. Dieciocho columnas de mármol griego se rematan con capiteles corintios. Son destacables el trono de los obispos de Altinum y el sepulcro de San Heliodoro de Altino, primer obispo de esta diócesis.

## Mosaicos

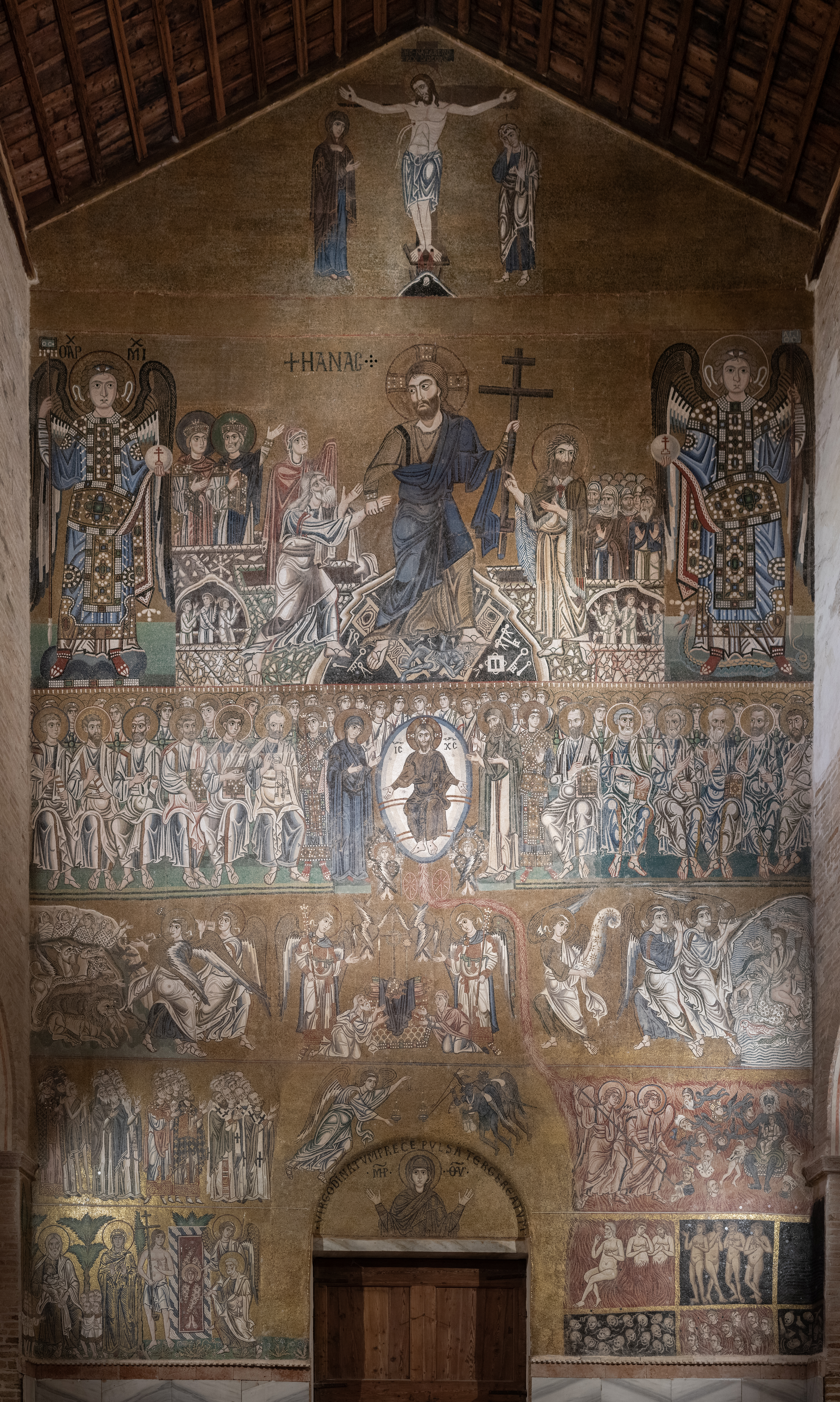
Juicio Final Torcello, inicios del siglo XII

Los mosaicos son el más importante elemento artístico de la catedral, así como los más antiguos de toda la región veneciana, aunque la datación concreta ha sido objeto de debate.
El ábside principal contiene un mosaico con la figura de una Virgen Hodegetria, de pie sobre un fondo dorado y sobre un grupo de santos. Parece ser de finales del siglo XI, realizado por un equipo de musivarios bizantinos, pero la figura principal tuvo que ser reelaborada posteriormente a causa de su destrucción por un terremoto; las figuras de los santos son las originales.
Los mosaicos del muro occidental (sobre la puerta) datan de la segunda fase. Las escenas representadas, de arriba abajo, son la Crucifixión , el Descenso de Cristo a los infiernos y el Juicio Final. El muro también acoge la reliquia de la calavera de Santa Cecilia.

## Inscripción fundacional
A la izquierda del altar mayor (reconstruido en 1923) se encuentra la inscripción fundacional, que se considera el primer documento de la historia veneciana.

In n(omine) d(omini) D(e)i n(ostri) Ih(es)u Xr(isti), imp(erante) d(omi)n(o) n(ostro) Heraclio p(er)p(etuo) Augus(to), an(no) XXVIIII ind(ictione) XIII, facta est eccl(esia) S(anc)t(e) Marie D(e)i Genet(ricis) ex iuss(ione) pio et devoto d(omi)n(o) n(ostro) Isaacio excell(entissimo) ex(ar)c(ho) patricio et D(e)o vol(ente) dedicata pro eius merit(is) et eius exerc(itu). Hec fabr(ica)t(a) est a fundam(entis) per b(ene) meritum Mauricium gloriosum magistro mil(itum) prov(incie) Venetiarum, residentem in hunc locum suum, consecrante s(anc)t(o) et rev(erendissimo) Mauro episc(opo) huius eccl(esie) f(e)l(ici)t(er).

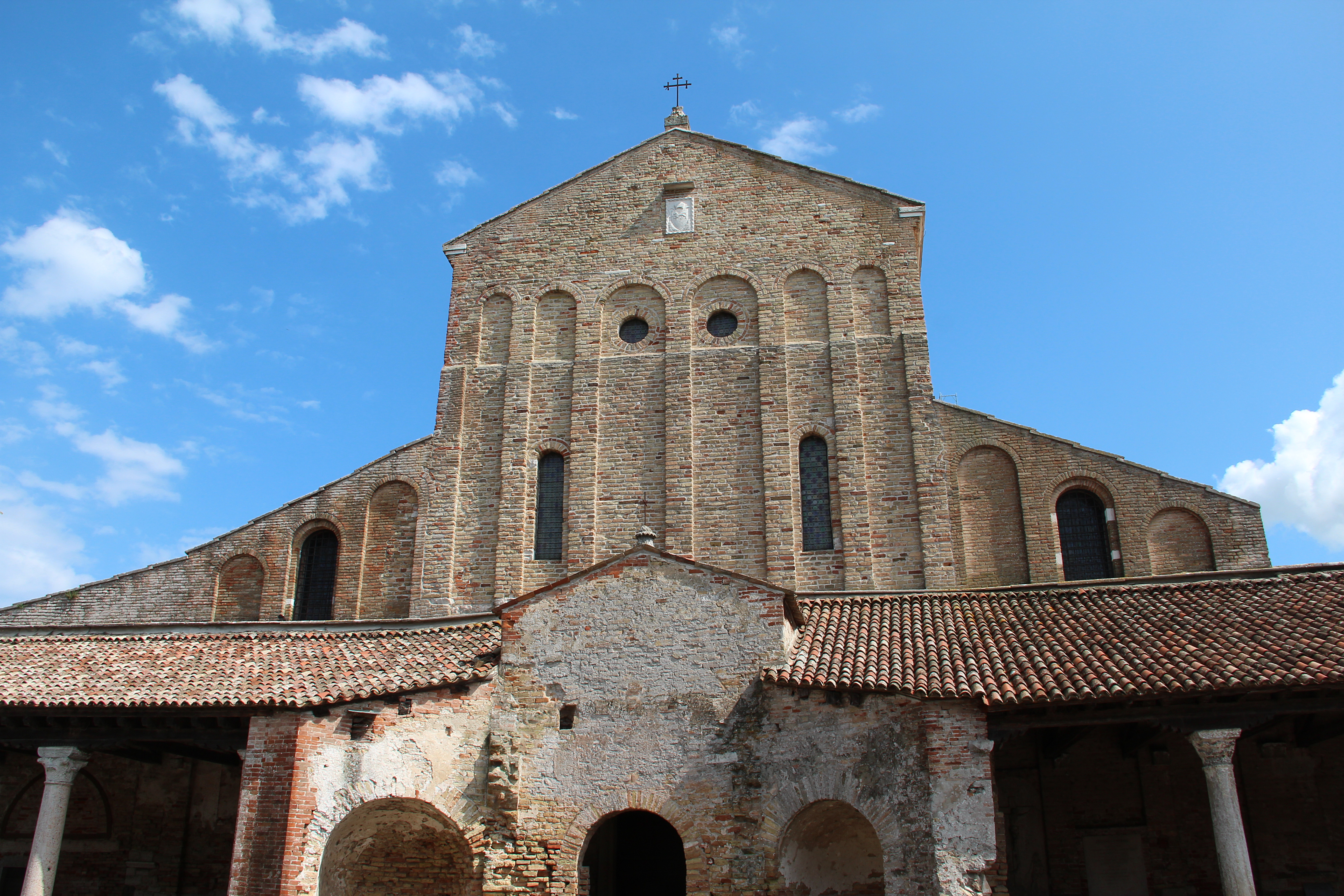
Fachada.
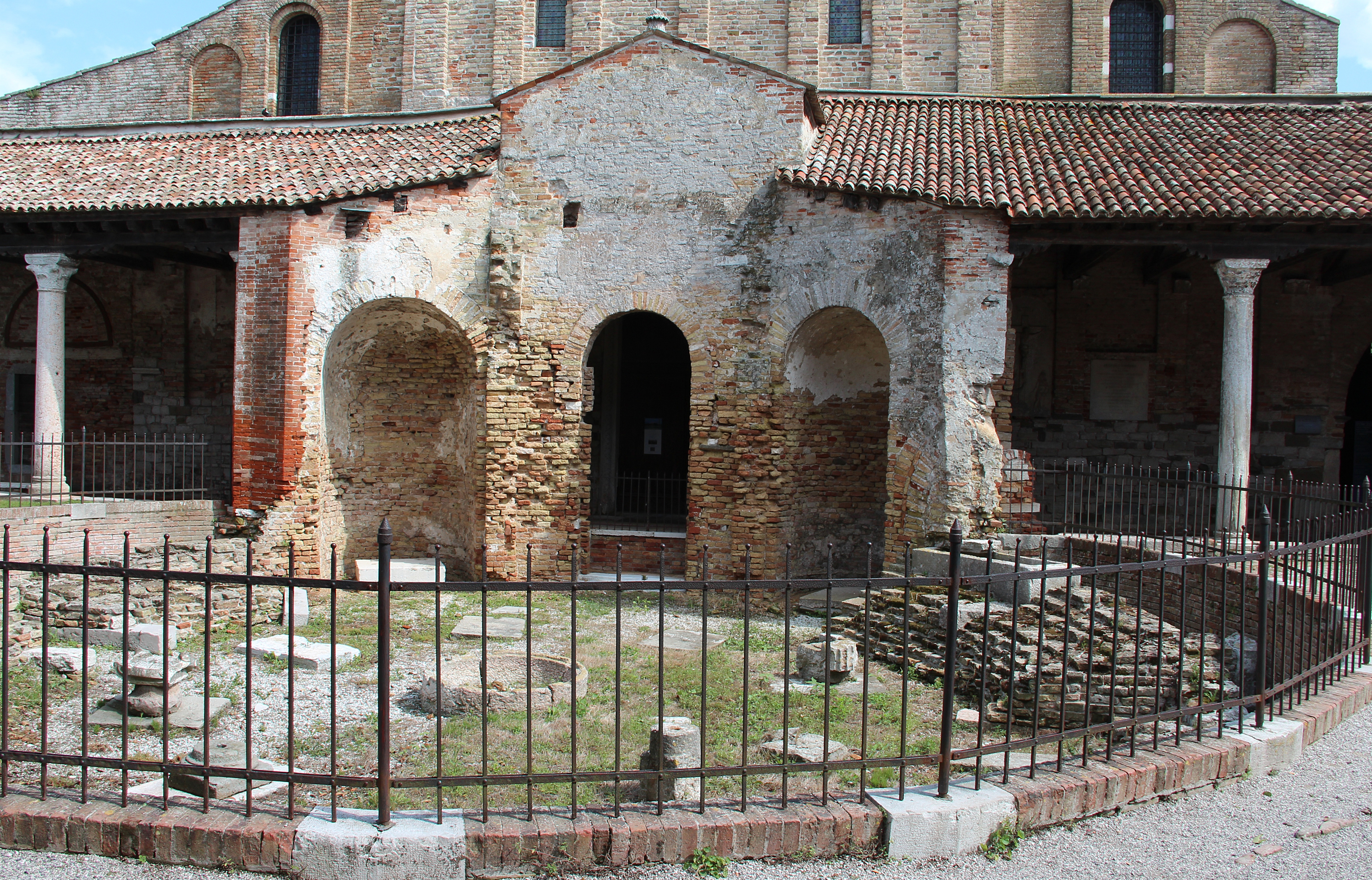
Nártex
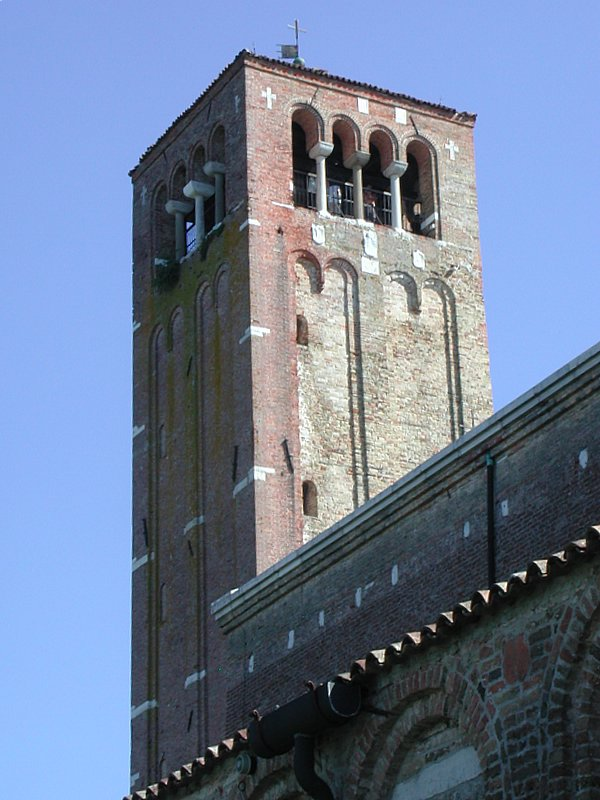
Campanile.
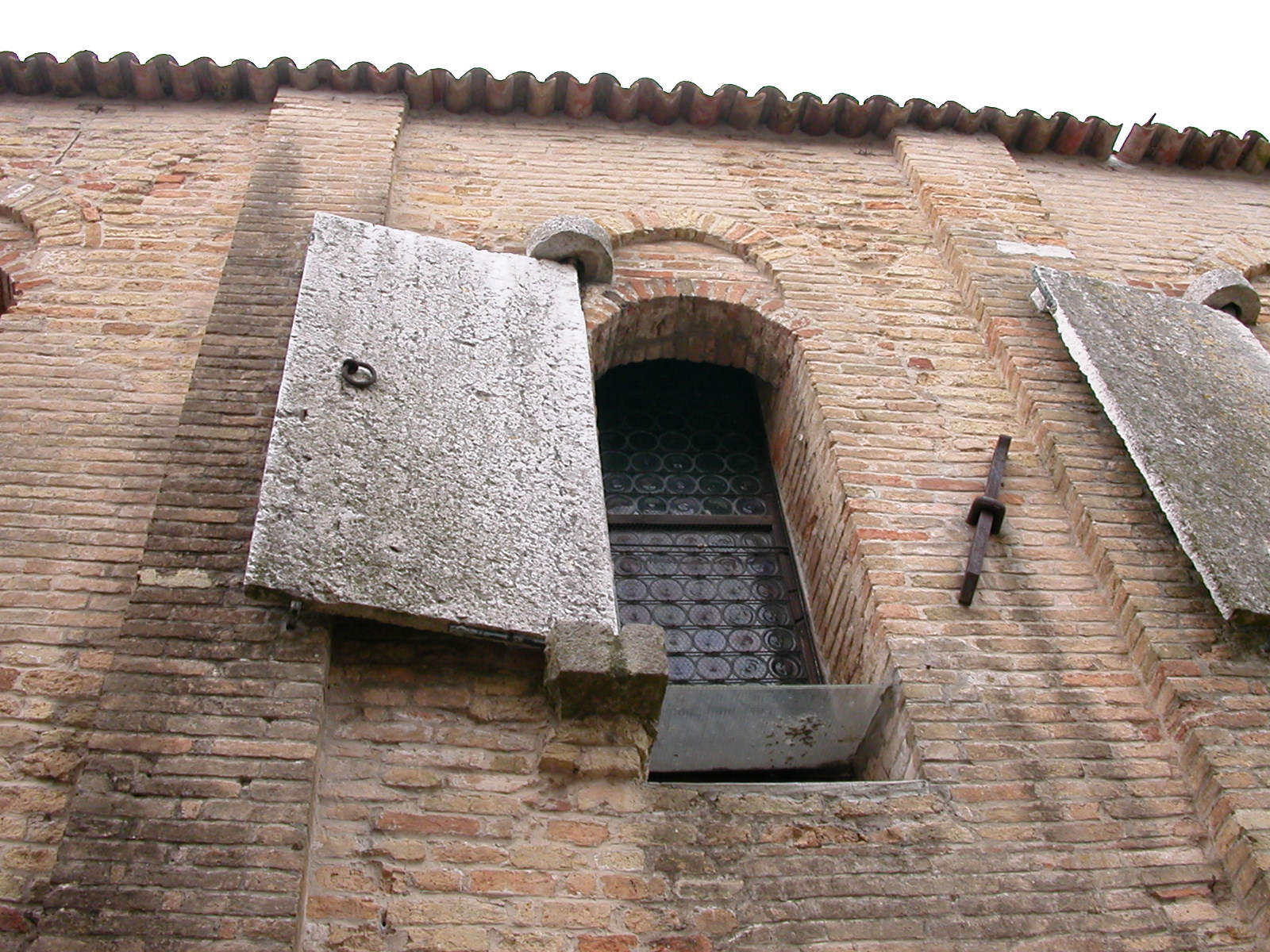
Las características imposte
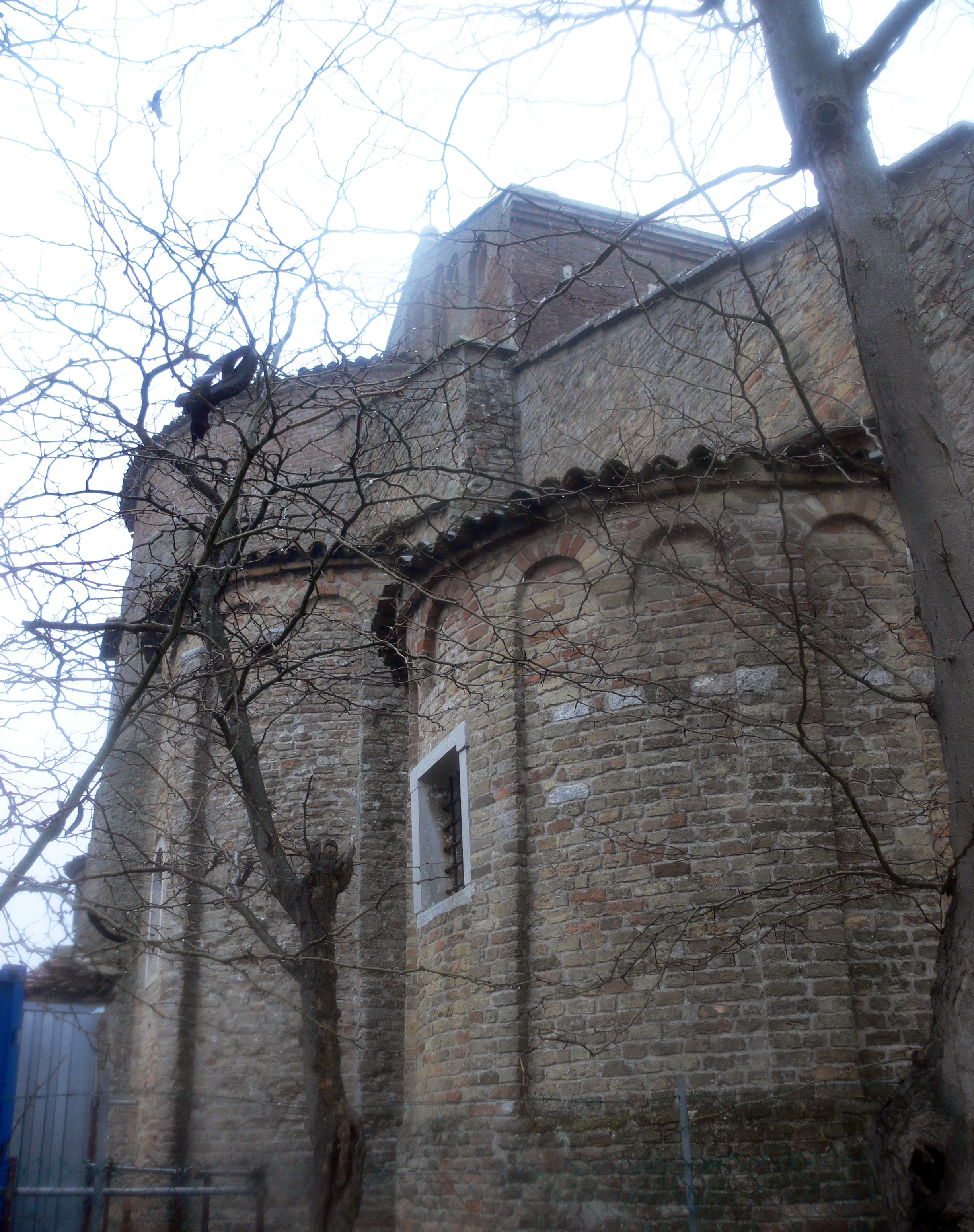
Vista exterior. Ábside central y uno de los laterales.
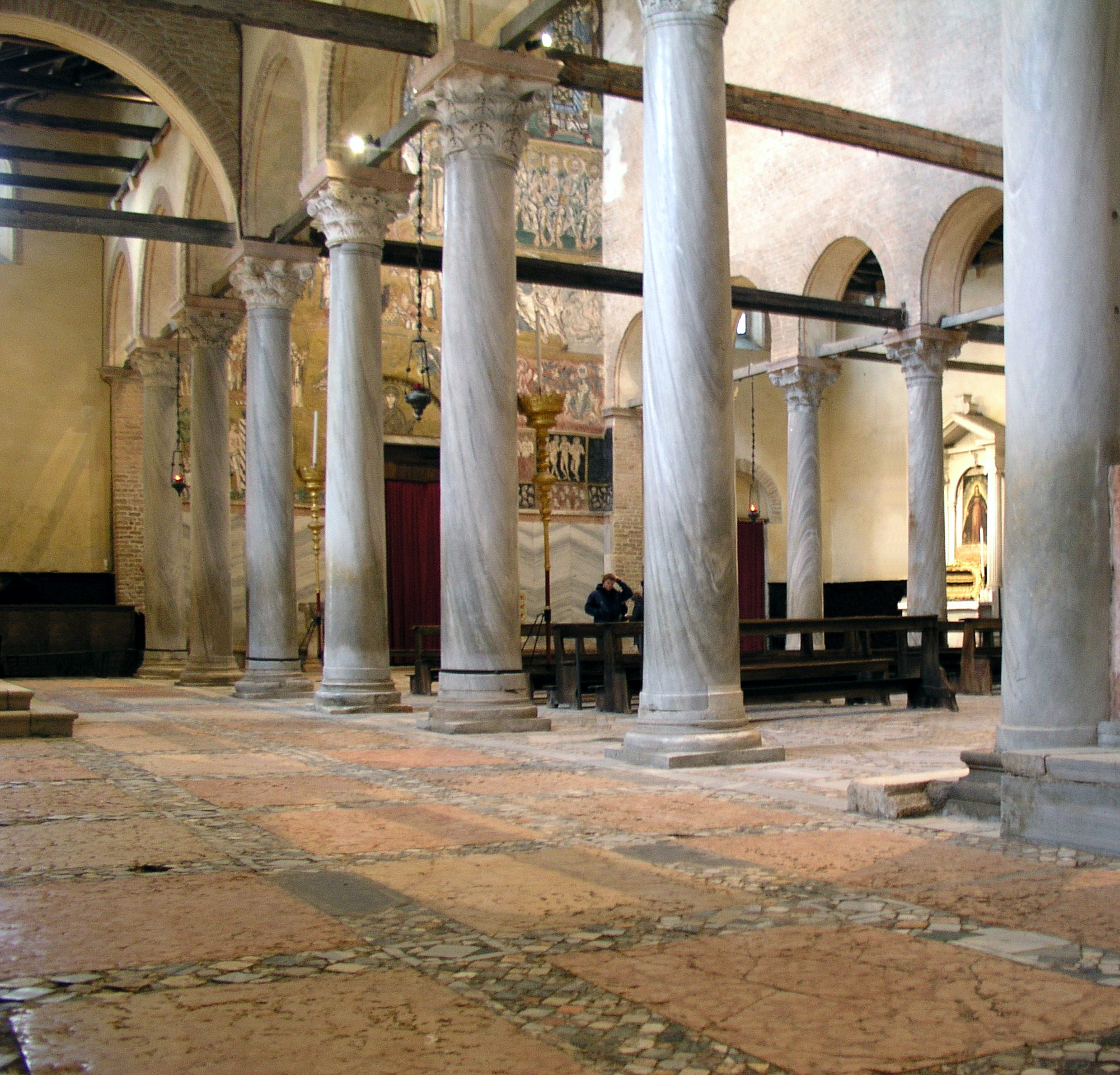
Vista interior. Naves.
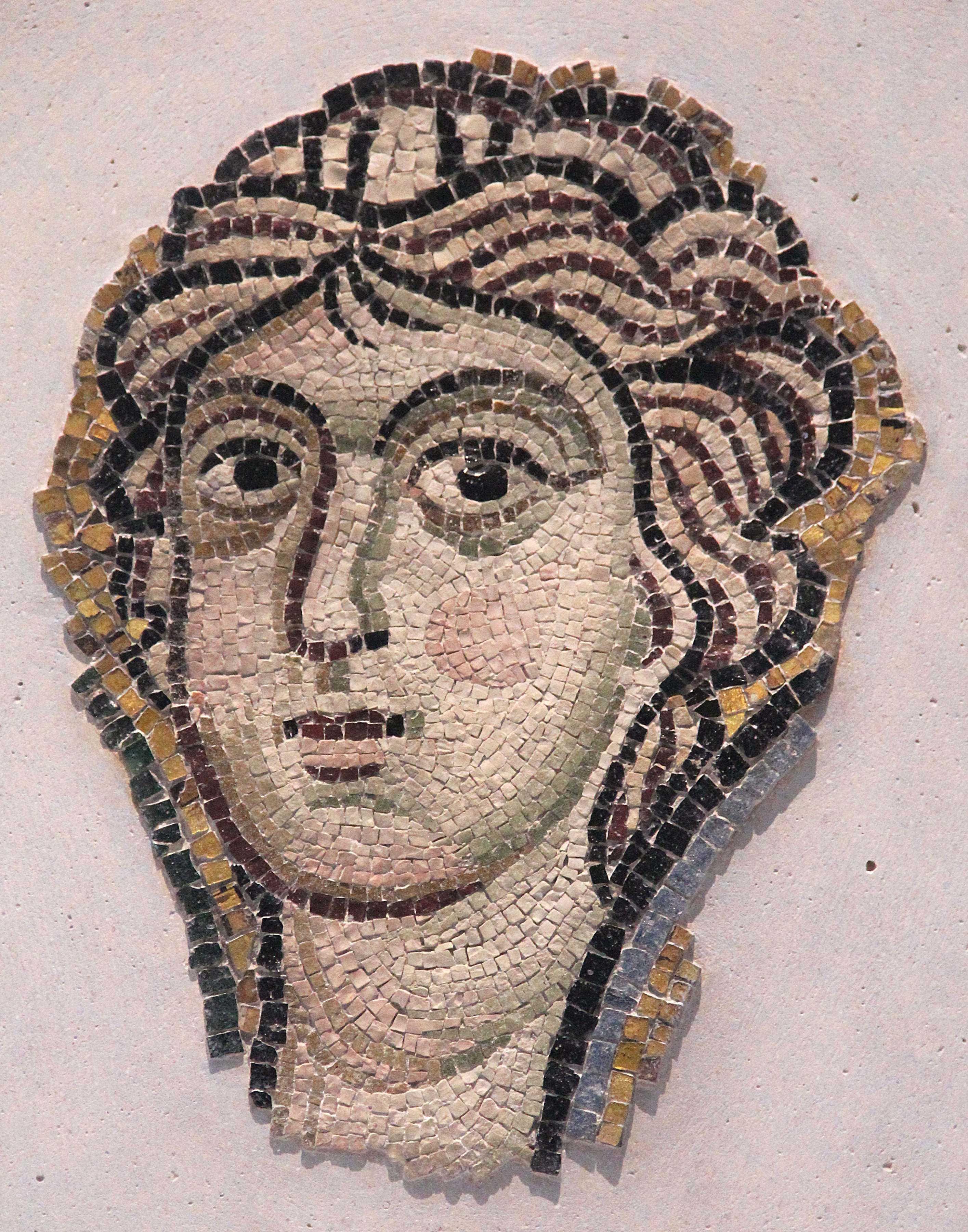
Mosaico que decora la pared interior de la fachada de Santa María Asunta.